# Comment on les mate !
Pour plus de détails, voir Fiche technique et Distribution.
Comment on les mate ! (The Water Hole) est un film américain réalisé par F. Richard Jones, sorti en 1928.

## Synopsis
Judith Endicott chare Philip Randolph, un jeune cow-boy qui vient faire des affaires avec son père, un riche banquier mais il ne se doute pas des vrais sentiments de la jeune femme.

## Fiche technique
- Titre original : The Water Hole
- Titre français : Comment on les mate !
- Réalisation : F. Richard Jones
- Scénario : Zane Grey et Herman J. Mankiewicz
- Photographie : Charles Edgar Schoenbaum
- Montage : Albert S. Le Vino et Jane Loring
- Société de production : Paramount Pictures
- Pays d'origine : États-Unis
- Format : Noir et blanc - 1,33:1 - Film muet
- Genre : western
- Date de sortie : 1928

## Distribution
- Jack Holt : Philip Randolph
- Nancy Carroll : Judith Endicott
- John Boles : Bert Durland
- C. Montague Shaw : Mr. Endicott
- Ann Christy : Dolores
- Lydia Yeamans Titus : 'Ma' Bennett
- Jack Perrin : Ray
- Jack Mower : Mojave